# Chameleon Days
Chameleon Days es el cuarto álbum de Estudio del músico griego Yanni, lanzado bajo el sello Private Music en 1988. Este álbum, alcanzó el #2 en la lista de la Cartelera de los “Álbumes de New Age” y la gira de concierto correspondiente fue la de " 1988 Concert Series".
En su nuevo álbum, Yanni revela un lado más optimista, juguetón y animoso a su naturaleza que incentiva más a que muchos de sus oyentes puedan estar más familiarizados con él.
"Yo me propuse este álbum para crear sonidos instrumentales que fueran más familiares. Para eso usé mucho piano acústico, armónica de mis sintetizadores, silbato y otros sonidos para conseguir sonidos más creativos, fuera de la frialdad de puro sintetizador", dijo Yanni.
El percusionista acústico, Charlie Adams, une a Yanni en varios pedazos de los temas, mientras va agregando una dimensión más natural. La profesionalidad de Yanni en el gran alcance sinfónico está muy clara en Chameleon Days, como es la intensidad de sentimientos que marcaron sus dos álbumes anteriores en la discográfica Private Music.

## Temas
| #  | Tema                     | Duración |
| -- | ------------------------ | -------- |
| 1. | "Swept Away”             | 4:41     |
| 2. | "Marching Season”        | 5:34     |
| 3. | "Chasing Shadows"        | 5:42     |
| 4. | "The Rain Must Fall"     | 5:36     |
| 5. | "Days of Summer"         | 4:22     |
| 6. | "Reflections of Passion" | 4:31     |
| 7. | "Walkabout”              | 4:32     |
| 8. | "Everglade Run"          | 5:03     |
| 9. | "A Word in Private”      | 3:43     |

## Personal
Todos los temas musicales presentes en este disco fueron compuestos por Yanni

## Yanni 1988 Concert Series
Fechas de Gira:
- 28 de octubre- Dallas – Auditorium McFarlin
- 20 de octubre- San Francisco – Auditorium Davies
- 6 de noviembre- Seattle – Auditorium Moore
- 10 de noviembre- Phoenix – Centro Gammage
- 19 de noviembre- Minneapolis – Orquesta Hall
- 2 de diciembre- Los Ángeles – Teatro Wiltern

## Temas de la gira
Selecciones de Keys to Imagination, Out of Silence y Chameleon Days.